# Xarop de glucosa
El xarop de glucosa (comunament conegut com a xarop de blat de moro a Amèrica del Nord), consisteix en una solució aquosa concentrada i purificada de sacàrids obtinguts del midó. S'obté per la hidròlisi enzimàtica de diferents productes naturals com el blat de moro, el blat o les patates. Té un contingut equivalent de dextrosa de menys del 20% m / m (expressat com D-glucosa sobre pes sec), un contingut total de sòlids de no menys del 70% m / m, i un contingut de cendres sulfatades de no més de l'1% en sec. Es pot donar una hidròlisi enzimàtica parcial o total donant lloc a los diferents productes.
Ofereixen propietats funcionals alternatives al sucre, així com als beneficis econòmics, els xarops de glucosa són edulcorants extremadament versàtils i s'utilitzen àmpliament en la fabricació d'aliments i altres indústries. El xarop de glucosa presenta un grau de dolçor inferior a la meitat del sucre comú, de manera que afavoreix el gust natural dels productes. Són un ingredient clau en productes de confiteria, cervesa, refrescos, begudes esportives, melmelades, salses i gelats, així com en productes farmacèutics i fermentacions industrials.

## Història
La indústria de la glucosa va néixer a Rússia al 1811, quan el químic alemany Konstantin Gottlieb Sigismund Kirchoff va mostrar a l'Acadèmia Imperial de Ciències tres flascons: un contenia xarop produït de manera artificial a partir d'hortalisses, un altre contenia sucre d'aquest xarop obtingut després d'un assecatge, i per acabar, un tercer flascó que contenia xarop fet a partir del sucre assecat. Per a la producció de xarop va bullir les diferents hortalisses amb àcid sulfúric.
El 1814, Nicolas-Théodore de Saussure va demostrar que els xarops produïts per Kirchoff contenien dextrosa.
El descobriment per part de Kirchoff del xarop de glucosa va ser totalment fortuït, ja que no era un químic dedicat a la indústria alimentària. El que estava buscant el químic alemany era un «adhesiu» substitut per fer servir en el bany de la porcellana.
Durant la Segona Guerra Mundial, tatn la mel (previ adhesiu per la porcellana) com el sucre van esdevenir escassos. La mel, aleshores, es va deixar de fer servir com a adhesiu i va passar a ser el substitut del sucre per tal d'edulcorar els aliments. Es per això que Kirchoff va haver de buscar un substitut de la mel com a adhesiu.
Així va ser com es va iniciar la indústria de la glucosa.

### Mètodes d'anàlisi
Després de la confirmació per part de Theodore de Saussure que el xarop de glucosa de Kirchoff contenia dextrosa, el químic alemany Herman von Fehling va elaborar un mètode per determinar el total de sucres reductors continguts al xarop, fent servir una solució alcalina de tartrat i Sulfat de coure(II) . El principi d'aquesta tècnica, és que els sucres reductors converteixen la solució alcalina de sulfat de coure de color blau a un precipitat vermell d'òxid de coure. Avui dia, encara aquest mètode es fa servir per a determinar el contingut de sucres reductors. Altres mètodes que s'han fet servir al llarg de la història per tal de determinar el contingut de sucres són les cromatografies: cromatografia de capa fina i HPLC. Actualment, per una determinació més acurada, la indústria de la glucosa fa servir un refractòmetre, de la mateixa manera és un mètode més ràpid i fàcil de dur a terme.

## Valor DE
La dolçor d'un xarop de glucosa depèn del grau d'hidròlisi, si és parcial o total. En funció d'aquesta hidròlisi, es generen diferents graus que presenten diferents característiques i aplicacions.
Es té en compte la quantitat de dextrosa al xarop que ve proporcionada pel «valor DE». Aquest valor aporta la quantitat d'equivalents reductors expressada com D-glucosa per unitat de pes sec i es pot calcular usant la següent fórmula: DE = 180 / (162 × n + 18) × 100, on n és el DP mitjà. La glucosa té un DP de 100, maltosa de 53, maltotriosa de 36 i midó de gairebé 0. Per tant, com més gran sigui el DP, menor serà el valor DE.

## Procés productiu
El xarop de glucosa es pot processar de dues maneres diferents. Segons el mètode més tradicional que consisteix en una hidròlisi àcida, o mitjançant una hidròlisi enzimàtica. En funció del mètode emprat obtindrem un tipus de xarop o un altre. Tots dos processos passen per les etapes de: preparació, remull, gelatinització, hidròlisi, clarificació i evaporació.

### Hidròlisi àcida
En primer lloc es tracta el midó perquè pugui ser degradat.
Prèviament, s'escalfa la dissolució que conté el midó en un tanc a pressió anomenat ¨Converter¨, a una pressió de 80 psi (5,4 atm) i a una temperatura de 140-160 °C. S'afegeix una dilució d'àcid clorhídric per acidificar el pH, fins a arribar a un pH d'aproximadament 2. En aquest moment té lloc la hidròlisi àcida, on el midó passa a molècules de menor pes molecular. Tots dos enllaços α-1,4 i α- 1.6 que presenta en les seves ramificacions es trenquen. Consisteix en un procés bastant aleatori, pot produir xarops en el rang de 25 a 45 DE amb perfils de carbohidrats predictibles.
Cal tenir en compte el temps de residència, ja que depenent d'aquest, s'obtenen xarops amb una DE més o menys. A més, és important mantenir un temps de conversió petit per evitar canvis de color en la barreja. El temps de residència típic per xarops amb una DE baixa són de 5-10 minuts, mentre que per obtenir xarops amb una DE alta són de 15 - 20 minuts.
Un cop completada la hidròlisi, es neutralitza la reacció en un altre tanc pujant el pH amb carbonat de sodi a 4.5 -5.
En aquest punt es podria bombar la disolussió a un tanc amb enzims per a una conversió addicional o aclarir, blanquejar i evaporar. Per a això es bomba a centrífugues de ¨fang¨ i filtres de tambor rotatori per eliminar les impureses insolubles del filtrat. A continuació, es passa el filtrat per una columna de carbó actiu o per una columna d'intercanvi iònic de manera que el xarop es estabilia i queda lliure d'impureses. Finalment es concentra per mitjà de l'evaporació.

### Hidròlisi enzimàtica
Per produir el xarop de glucosa es prepara una suspensió de midó a partir d'un substrat, s'ajusta el pH amb un tampó fosfat i es manté en condicions de calor augmentant la temperatura gradualment fins que el midó es solubilitza del tot. Es deixa refredar i s'incuba en un bany amb les alfa-amilases fins a adquirir una liqüefacció total. Per fer la sacarificació, a partir del xarop de maltodextrina obtingut es torna a ajustar el pH amb un tampó acetat, s'afegeixen glucoamilases i s'incuba la solució amb agitació constant. Després d'aquest procés es purifica el xarop amb una cromatografia d'intercanvi iònic i per acabar, es concentra per mitjà d'evaporació. Els substrats que es poden utilitzar per la hidròlisi enzimàtica són: l'arrós, el blat, el blat de moro...

#### Enzims que hi intervenen
Per la preparació del xarop de glucosa són necessaris enzims que hidrolitzin el midó, aquests enzims poden provenir de 3 dominis: Bacteri, Archaea i Eucaria i són les amilases. Els més coneguts són la α-amilases, la β-amilasa i la glucoamilasa.
Els enzims estan dividits segons el grau d'hidròlisi del substrat, hi ha dues categories: liqüificació (30-40%) i sacarificació (50-60%).
Trobem 5 grups: 
- α-amilases: Hidrolitzen enllaços α-1,4 de les regions internes de la molècula de midó, tant en amilosa com amilopectina, produint oligosacàrids de diferents mides (dextrosa i maltosa) i una pèrdua de viscositat del midó. Són enzims produïts per bacteris i fongs.
- β-amilases: Actuen en els extrems no reduïts de la molècula de midó, generant productes de baix pes molecular com maltosa en forma beta. També converteixen les cadenes completament linears en maltosa. L'enzim no pot hidrolitzar els enllaços de les ramificacions per això el rendiment de maltosa a amilopectina no és gaire elevat (55%). Són enzims produïts per llevat.
- Glucoamilases: Hidrolitzen la maltosa per produir glucosa (dextrosa), trencant els enllaços α-1,3, α-1,6 i β-1,6. Són produïts per llevat.
- Pullulanases i isoamilases: S'anomenen també enzims desramificadors, ja que catalitzen els enllaços 1,6 sense efectar els 1,4.[6][7][8]

## Aplicacions
En la indústria alimentària el xarop de glucosa es fa servir majoritàriament com a espessant, edulcorant i humectant per a la conservació de productes preparats. De la mateixa manera es fa servir en la producció de llaminadures.
És el primer edulcorant que es va obtenir del blat de moro, previ a l'expansió dels xarops d'alt contingut en fructosa (HFCS), els quals s'han obtingut a partir de l'ús d'enzims diferents que converteixen gran part de la glucosa en fructosa resultant en un edulcorant molt més dolç i més soluble.
Es pot fer servir a les masses fermentades com a conservant, ja que té una funció higroscòpica. També com a ingredient dels adorns de sucre. En la producció de gelats evita que els gelats es cristal·litzin i alhora potencien la seva consistència cremosa.
Com a avantatges en les seves aplicacions en la indústria alimentària, tenim que el xarop de glucosa és molt resistent a la descomposició i té millor capacitat edulcorant que els edulcorants clàssics, reduint d'aquesta manera el consum de sucres. Garanteix l'absència de contaminant que pot contenir el sucre durant el seu emmagatzematge. Resisteix l'atac de bacteris. Necessita poc temps per dissoldre’s.
Moltes vegades, el xarop de glucosa es troba en les mescles que es fan per obtenir sang falsa per la televisió i el cinema. És popular aquest ús, ja que és fàcil d'obtenir i assequible econòmicament.